# مدال افتخار (ژاپن)

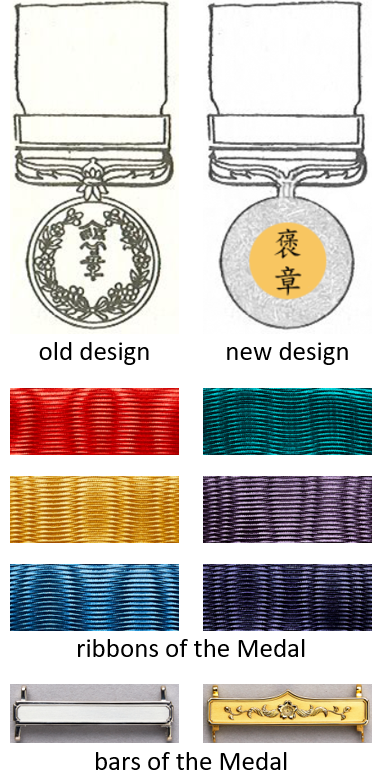
نشان مدال

مدال افتخار (انگلیسی: Medals of Honor) (褒 章، hōshō) مدال‌های اعطا شده توسط دولت ژاپن است. این مدال‌ها به افرادی اعطا می‌شوند که کارهای شایسته‌ای انجام داده‌اند و کسانی که در زمینه کاری خود به تعالی رسیده‌اند. مدال‌های افتخار در ۷ دسامبر ۱۸۸۱ تأسیس شد و اولین بار در سال بعد از تأسیس، به افراد اهدا شد.